# Günter Peters (Maler)

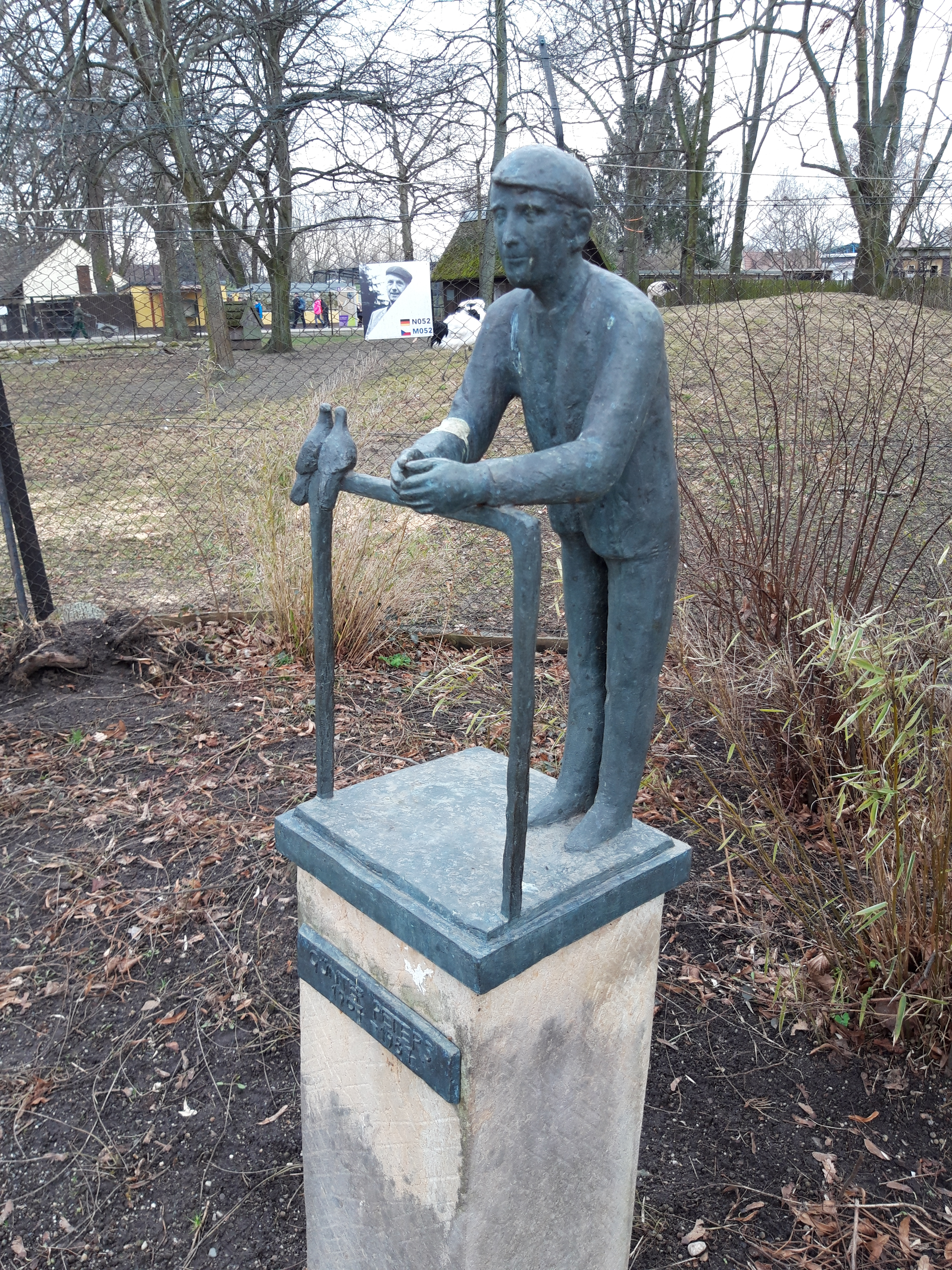
Jürgen von Woyski: Bronzeplastik Günter Peters im Zoo Hoyerswerda

Günter Peters (* 20. September 1907 in Hoyerswerda; † 3. Juli 1987 ebenda) war ein deutscher Maler, Museums- und Tierpark-Direktor in der DDR.

## Leben und Werk
Peters war der Sohn des Hoyerswerdaer Korbmachers Hugo Peplowsky. Schon als Kind zeigte er malerisches Talent. Nach dem Abschluss der Stadtschule absolvierte er ab 1921 eine Lehre als Dekorationsmaler. Von 1924 bis 1927 arbeitete er bei verschiedenen Meistern in seinem Beruf. Anschließend studierte er bis 1929 u. a. bei Karl Enderlein an der Staatlichen Akademie für Kunstgewerbe in Dresden. Von 1930 bis 1931 arbeitete er im Dresdener Kaufhaus Alsberg als Modezeichner. Daneben belegte er Abendkurse an der Volkshochschule und vervollkommnete er seine Kenntnisse und Fähigkeiten als Maler.
1931 zog er in seine Heimatstadt und arbeitete als freiberuflicher Künstler. Er malte auf Studienreisen u. a. in den Alpen, in Österreich, Holland, der Schweiz und Ungarn Ölbilder, von denen sich eine Anzahl im Archiv des Stadtmuseums im Schloss Hoyerswerda befindet.
1936 machte Peters noch einen Abschluss als Malermeister. Ab 1937 arbeitete er als freier Künstler in Breslau, wobei er auch Polen bereiste. Dabei lernte er den Maler Ludwig Peter Kowalski kennen, mit dem er dann zusammenarbeitete.
In Breslau heiratete Peters 1941 seine Frau Ilse. Vorher änderte er seinen Familiennamen auf Peters. Eine Nichte erzählte: „Er musste einen deutschen Namen annehmen, sonst hätte sie ihn wohl nicht geheiratet.“
Peters wurde 1940 zur Wehrmacht eingezogen und nahm am Zweiten Weltkrieg teil. Nach der Kriegsgefangenschaft kam er 1947 wieder nach Hoyerswerda, wo er im Maleratelier des Landratsamtes arbeitete.
Ab Mitte der 1950er Jahre trug er mit dem Bildhauer Jürgen von Woyski maßgeblich zum kulturellen Aufbau Hoyerswerdas bei. Sie initiierten und organisierten insbesondere die künstlerische Ausgestaltung des in der Altstadt entstehenden Naherholungszentrums mit Skulpturen und ab 1975 im Freiluftatelier des Tiergartens das internationale Hoyerswerdaer Bildhauersymposium.
Peters organisierte 1952 den Umzug des städtischen Museums in das Hoyerswerdaer Schloss und baute es zu einem Museum mit regional und überregional bedeutende Beständen auf. Bis zur Pensionierung 1975 war er dessen Leiter. U. a. wurde auf seine Initiative der Saal des Schlosses rekonstruiert und das Gewölbe des Schlosses freigelegt. Für das Museum suchte Peters in Lausitzer Dörfern nach geschichtlich und künstlerisch wertvollen Gegenständen, die besonders das Leben der Sorben dokumentieren.
Daneben leitete Peters den von ihm 1959 gegründeten Tierpark der Stadt. In dieser Funktion unterhielt er engen Kontakt zum Direktor des Dresdner Zoos, Wolfgang Ullrich.
Ab 1958 gehörte er zu den Gründungsmitgliedern der mit Unterstützung Walter Funkats gebildeten und bis 1990 bestehenden Künstlerischen Produktionsgenossenschaft Neu Form (kPG) in Seidewinkel. Dieser gehörten zeitweise bis zu 50 Kunsthandwerker, Bildhauer, Innenarchitekten und ähnliche Kunstschaffende an, die u. a. Schmuck, Möbel und Kunstwerke für den öffentlichen Raum schufen.
1964 war Peters der erste „verdienstvolle Bürger“, der von der Sendung des DDR-Fernsehens Mit dem Herzen dabei geehrt wurde. Er erhielt Reiseschecks für Warschau. 1968 unternahm er eine dreimonatige Reise nach Kuba.

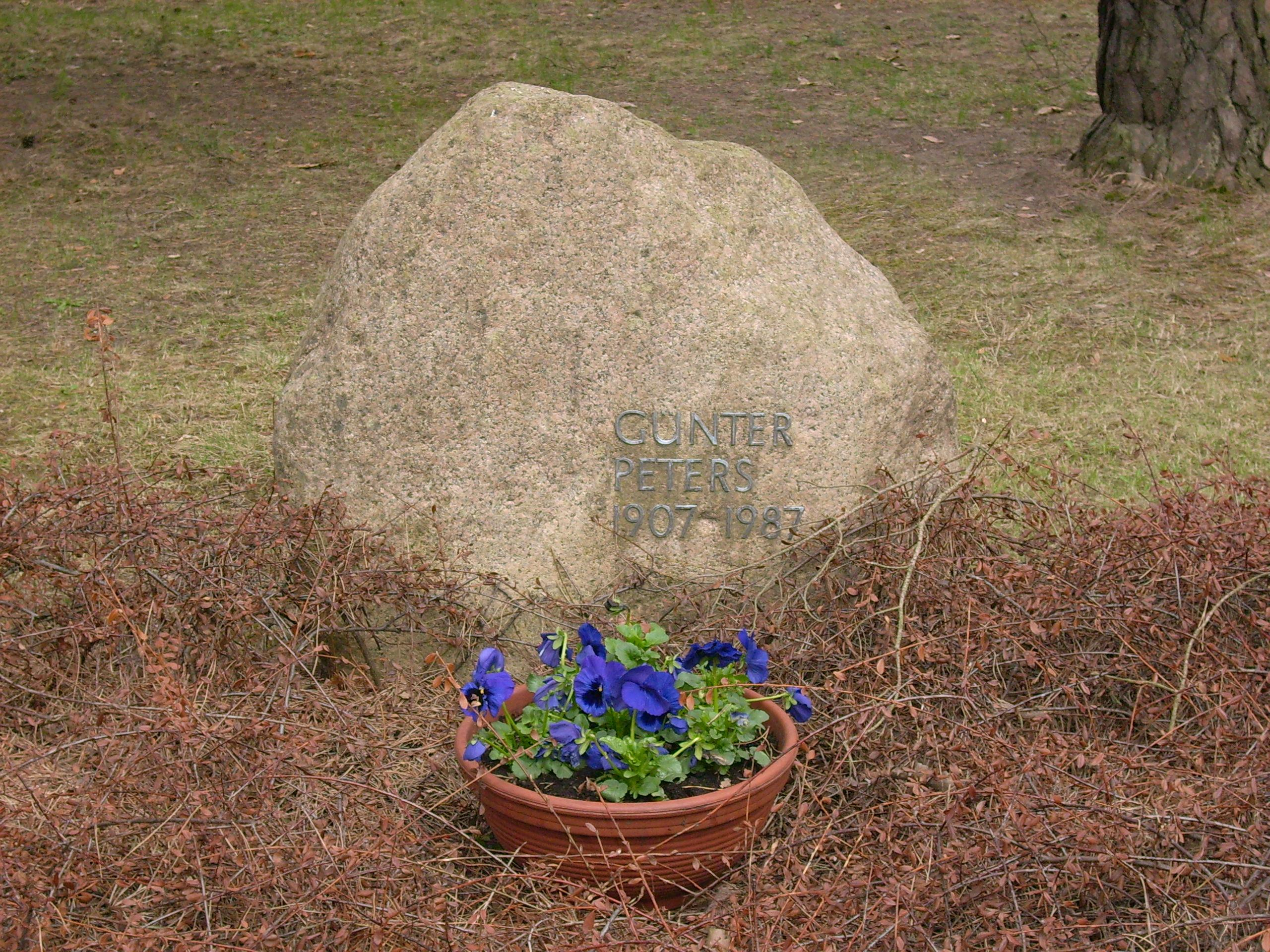
Grab von Günter Peters auf dem Waldfriedhof in Hoyerswerda

Nach seiner Pensionierung widmete Peters sich wieder verstärkt der Malerei. Neben den Landschaften der Umgebung galt sein Interesse besonders Motiven in der Stadt Hoyerswerda. Außerdem arbeitete er weiter als Sekretär der Bildhauersymposien.
Der „Maler Kubitz“ in Brigitte Reimanns Roman Franziska Linkerhand stellt Peters dar.
Peters war der Onkel von Werner Peplowski.
Er verstarb an den Folgen einer Krebserkrankung.

## Ehrungen
- 1999: Stiftung der Günter-Peters-Ehrennadel für engagierte Bürger durch die Stadt Hoyerswerda
- 1991: Umbenennung der Philipp-Müller-Straße in Hoyerswerda in Günter-Peters-Straße

## Darstellung Peters in der bildenden Kunst
- Jürgen von Woyski: Günter Peters (Bronze, 1991; Hoyerswerda, Zoo)[3]

## Werke (Auswahl)

### Malerei
- Stadtlandschaft/Hoyerswerda (Aquarell, 24 × 31 cm, 1980)[4]

### Werke im öffentlichen Raum
- Bäume (Stele, Glas und Beton, 1974; Zoo Hoyerswerda)[5]

## Ausstellungen (mutmaßlich unvollständig)
- 1972: Hoyerswerda, Schloss